# Río Vista (Tranvía de San Diego)
Río Vista es una estación del Trolley de San Diego localizada en Mission Valley East, barrio de San Diego, California funciona con la línea Verde y el Servicio de Eventos Especiales. La estación de la que procede a esta estación es Mission Valley Center y la estación siguiente es Fenton Parkway.

## Zona
La estación se encuentra localizada en Qualcomm Way y cerca del hotel San Diego Marriott Mission Valley y cruza el Río San Diego.

## Conexiones
La estación no cuenta con conexiones directas de rutas, sin embargo las rutas cercanas son la Ruta 6 hacia North Park/30th & University en Camino De La Reyna. 